# بات شيريدان
بات شيريدان (بالإنجليزية: Pat Sheridan)‏ هو لاعب كرة قاعدة أمريكي، ولد في 4 ديسمبر 1957 في آن آربر في الولايات المتحدة.

## وصلات خارجية
- بات شيريدان على موقعبيزبول رفرنس.كوم (الدوري الرئيسي) (الإنجليزية)